# Phryxe villica
Phryxe villica là một loài ruồi trong họ Tachinidae.